# Усть-Лекма (Юкаменский район)
Усть-Ле́кма — деревня в Юкаменском районе Удмуртии, входит в состав Верх-Унинского сельского поселения.

## География
Деревня расположена на высоте 181 м над уровнем моря.

### Часовой пояс
Деревня Усть-Лекма, как и вся Удмуртская Республика, находится в часовой зоне МСК+1. Смещение применяемого времени относительно UTC составляет +4:00.

## Население
| 2007 | 2010 | 2012 |
| ---- | ---- | ---- |
| 2    | ↘0   | →0   |

## Улицы
В деревне имеется одна улица — Заречная.